# Nádegas a Declarar
Nádegas a Declarar é o quarto álbum de estúdio do rapper brasileiro Gabriel o Pensador.
O álbum foi certificado com disco de ouro pela ABPD.

## Faixas
| N.º            | Título                                                           | Duração |  |
| 1.             | "Cantão"                                                         | 6:08    |  |
| 2.             | "Tô Vazando"                                                     | 5:04    |  |
| 3.             | "Xaxado Chiado"                                                  | 6:13    |  |
| 4.             | "Nádegas a Declarar" (part. Fernanda Abreu)                      | 5:06    |  |
| 5.             | "Cachorrada"                                                     | 5:31    |  |
| 6.             | "Matador"                                                        | 5:35    |  |
| 7.             | "Amigo Urso/Resposta (part. Moreira da Silva)"                   | 4:33    |  |
| 8.             | "Não Dá pra Ser Feliz "Guerreiro Menino" (part. Daniel Gonzaga)" | 4:43    |  |
| 9.             | "Brazuca (Remix)"                                                | 4:53    |  |
| 10.            | "Porca Miséria"                                                  | 4:10    |  |
| 11.            | "Astronauta (part. Lulu Santos)"                                 | 4:43    |  |
| 12.            | "500 Anos de Sobrevivência"                                      | 3:12    |  |
| Duração total: | Duração total:                                                   | 59:51   |  |